# José Luis de la Peza
José Luis de la Peza Muñozcano (Ciudad de México, 21 de febrero de 1927 - ibidem, 6 de enero de 2005) fue un abogado mexicano. Su último cargo ejercido fue como magistrado del Tribunal Electoral del Poder Judicial de la Federación, mismo que presidió previamente.

## Biografía
Fue alumno de la Escuela Libre de Derecho, donde impartió cátedra por más de 50 años y de que fue rector. Además, fue profesor titular por oposición de Derecho Romano en la Universidad Nacional Autónoma de México, profesor titular de Derecho Mercantil y Derecho Civil en la licenciatura y el posgrado de la Universidad Panamericana.
Sirvió en el sector privado gran parte de su vida profesional, primero en el Banco Nacional de México, donde fue director fiduciario y, posteriormente director general jurídico, para finalmente fundar su propio bufete.
Los últimos 15 años de su vida los dedicó exitosamente al sector público, siendo magistrado numerario (fundador) del Tribunal de lo Contencioso Electoral Federal, magistrado propietario de la Sala Central del Tribunal Federal Electoral, presidente de la Sala Central del Tribunal Federal Electoral, magistrado presidente del Tribunal Electoral del Poder Judicial de la Federación entre 1996 y 2000; siendo la persona que entregó la constancia de presidente electo a Vicente Fox. Por este hecho la revista "Líderes Mexicanos" en su publicación de noviembre de 2000 lo incluyó como uno de los 100 líderes más importantes de México. Tras declinar su reelección se incorporó a la Sala Superior del Tribunal Electoral del Poder Judicial de la Federación, como magistrado de esta, cargo que ejerció hasta su muerte.
Ganó en 2003 el Premio Nacional de Jurisprudencia y fue candidato a ministro de la Suprema Corte de Justicia de la Nación.
Falleció en la Ciudad de México el 6 de enero de 2005. Le sobrevivieron su viuda María Eugenia Lopez Figueroa y doce hijos (en los cuales destaca Mariana de la Peza Lopez Figueroa) al igual que varias decenas de nietos y bisnietos. Fue maestro de varios miles de abogados entre los que destaca Felipe Calderón Hinojosa, presidente de México desde 2006 a 2012, o, Felipe de la Mata Pizaña, quien ha servido a TEPJF desde 1998 (primero como secretario de estudio y cuenta, y después como magistrado del mismo tribunal)

## Algunas publicaciones
- La evolución de la Justicia Electoral en México Contemporáneo.
- Política: ¿Ciencia o Prudencia?
- El Tribunal Electoral del Poder Judicial de la Federación y la Administración de la Justicia Electoral en México.
- Los Usos y costumbres Indígenas y la Justicia Electoral en México.
- La Reforma Federal en Materia Electoral y su Impacto en las Legislaturas Locales.
- Tribunal Electoral del Poder Judicial de la Federación.
- El Juicio de Revisión Constitucional Electoral como medio de control Constitucional.
- El Fideicomiso en México.
- Obligaciones en Derecho Privado Romano.
- Función social de la Propiedad Privada.
- De las Obligaciones (10 ediciones o reimpresiones)

## Familia
- José Luis De la Peza Berrios (1954, Ciudad de México - 2006,). Banquero. Director en Banamex. Delegado Estatal de BANOBRAS en Coahuila.